# Bas Roorda

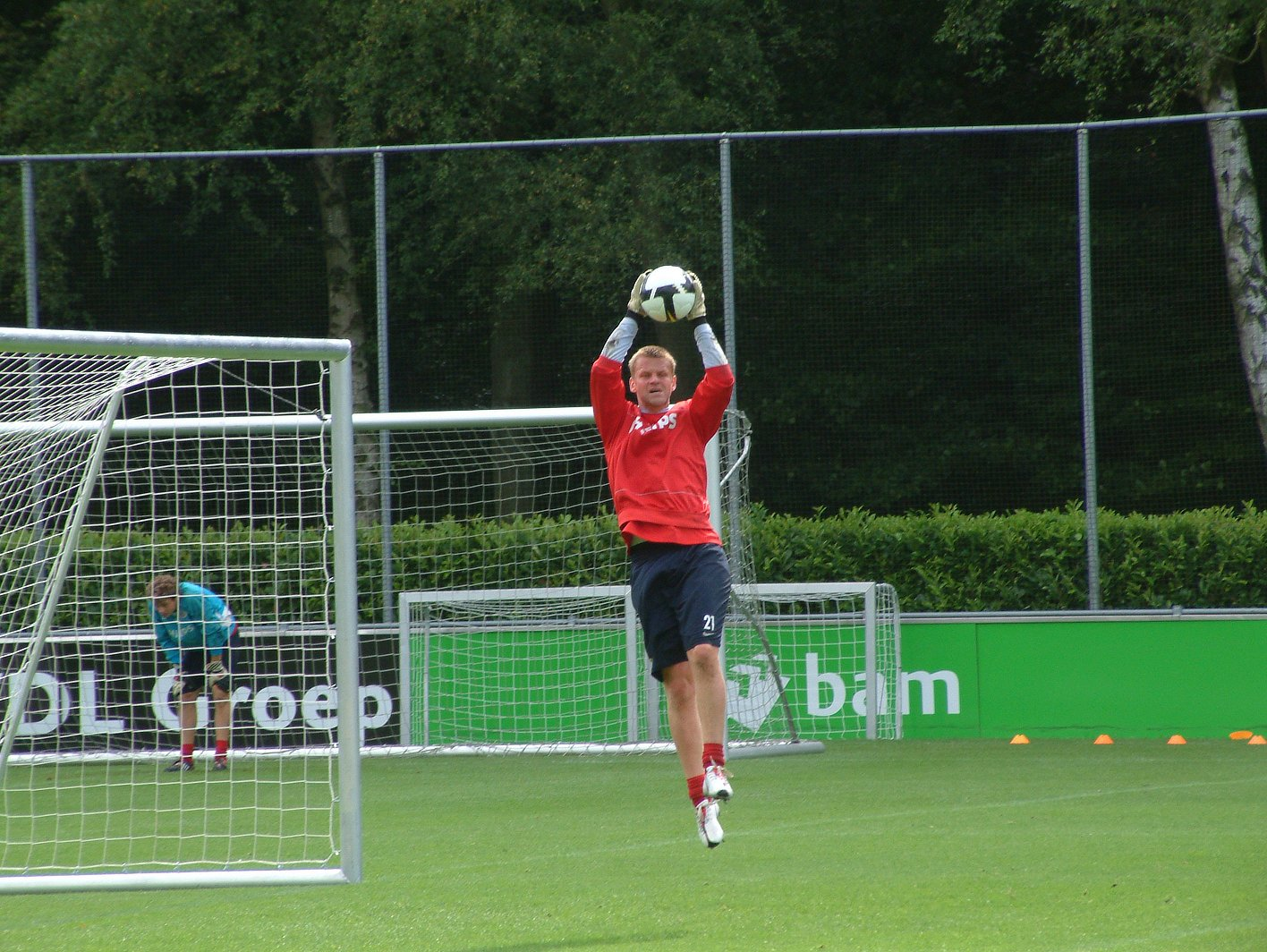
Bas Roorda im Einsatz

Sebastian Dirk Roorda (* 13. Februar 1973 in Assen) ist ein niederländischer ehemaliger Fußballtorhüter, der zuletzt bei PSV Eindhoven in der niederländischen Eredivisie unter Vertrag stand.

## Spielerkarriere
Bas Roorda startete seine Karriere als Fußballer beim niederländischen Erstligisten FC Groningen. Dort stand er vier Jahre unter Vertrag von 1992 bis 1996, kam aber nie über die Rolle als Ersatztorwart hinaus. Aus diesem Grunde verließ er den Club im Sommer 1996 und ging zum Ligarivalen NEC Nijmegen. Dort war er die folgenden vier Jahre stets eine feste Größe. Anschließend zog es ihn zu Roda Kerkrade, wo er wieder ins zweite Glied rückte. Immerhin kam er in seinen ersten drei Spielzeiten dort noch gelegentlich zum Einsatz, in der Saison 2003/2004 saß er allerdings in allen Spielen auf der Bank.
Im Sommer 2004 kehrte Bas Roorda zu seinem Ex-Club FC Groningen zurück, wo er fortan die nächsten drei Saisons als Stammtorwart aktiv war. Für die Saison 2007/2008 unterschrieb er schließlich einen lukrativen Vertrag als Ersatzmann von Heurelho da Silva Gomes beim niederländischen Meister PSV Eindhoven. Hier kam er zwar zu keinem Einsatz in der Liga mehr, konnte jedoch am 3. April 2008 einmal als Einwechselspieler beim 1:1-Remis in der UEFA-Pokal-Begegnung bei AC Florenz für 30 Minuten das Tor der Eindhovener hüten. Ende der Saison 2010/11 beendete er seine Profilaufbahn. Seither ist er Mitarbeiter der Spielervereinigung VVCS.
Zur Saison 2011/12 kehrte Roorda als Jugend-Torwarttrainer zur PSV zurück.